# Agrégation d'économie et de gestion
Ne doit pas être confondu avec Agrégation de sciences économiques et sociales ou Agrégation de l'enseignement supérieur.
L'agrégation d'économie et gestion est un concours national de la fonction publique de l'État français permettant le recrutement des professeurs enseignant les disciplines économiques, juridiques et de gestion dans les classes de lycée (seconde, première, terminale, brevet de technicien supérieur (BTS), classes préparatoires aux grandes écoles et classes préparant aux diplômes de l'expertise comptable), en institut universitaire de technologie, en université, dans une école de commerce, dans une école d'ingénieurs ou dans une École normale supérieure (ENS).
Pour se présenter au concours de l'agrégation, il est nécessaire d'être titulaire au minimum d'un master.

## Épreuves et options
Le concours externe comporte trois épreuves écrites d'admissibilité : 
- dissertation portant sur le management (5 heures)
- composition en économie ET en droit / droit des affaires (5 heures)
- étude de cas sur la gestion des entreprises et des organisations, selon l'option choisie par le candidat (5 heures)

et trois épreuves orales d'admission : 
- leçon portant sur le management suivie d'une interrogation (4 heures de préparation en loge et 1 heure devant le jury)
- exposé en économie OU en droit / droit des affaires (4 heures de préparation en loge et 1 heure devant le jury)
- épreuve de cas pratique portant sur la spécialité correspondant à l'option choisie par le candidat (4 heures de préparation en loge et 1 heure devant le jury)

Toutes les épreuves ont un coefficient 1.
Les candidats choisissent une des cinq options :
- option A : administration et ressources humaines
- option B : finance et contrôle
- option C : marketing
- option D : système d’information
- option E : production de services

Le candidat doit choisir une de ces cinq options lors de son inscription.

## Programme
Le programme des différentes épreuves correspond aux programmes des classes de lycée, des spécialités de brevet de technicien supérieur et de diplôme de comptabilité et de gestion, traités au niveau master, ainsi que différents thèmes complémentaires traités au niveau master. Il est précisé chaque année au Bulletin Officiel de l'Éducation Nationale. 
Les connaissances requises sont très larges et couvrent les différents champs des sciences économiques, juridiques et de gestion. Une parfaite maîtrise de la méthode de la dissertation est nécessaire. Une solide culture générale, un suivi assidu de l'actualité et une lecture régulière de revues académiques s'imposent également. Les méthodes de management, les techniques de gestion et les outils mathématiques d'aide à la décision doivent être connus des candidats.